# گروه جستجو
گروه جستجو (اسپانیایی: Bloque de Búsqueda‎) نام سه عملیات ویژه پلیس ملی کلمبیا بود. تمرکز این سه عملیات در اصل بر دستگیری یا کشتن افراد یا گروه‌های خطرناک سازمان‌یافته بود.

## اولین گروه جستجو
گروه جستجوی اصلی در سال ۱۹۹۲ توسط رئیس جمهور سزار گاویریا با تنها هدف دستگیری تیم‌های مواد مخدر ایجاد شد. فرمانده اصلی آن سرهنگ هوگو مارتینز بود.
اعضای گروه جستجو دوره‌های خاصی را در ارتش کلمبیا گذرانده بودند که باعت کمتر شدن فساد پلیس از کارتل‌های مواد مخدر می‌شد. این عملیات با کمک تیم ضد تروریست آمریکا انجام شد. در ۲ دسامبر ۱۹۹۳، پابلو اسکوبار در جریان یک تیراندازی با اعضای گروه جستجو، کشته شد.

## دومین گروه جستجو
گروه جستجو در سال۲۰۰۴ احیا شد تا قاچاقچی‌های کوکائین و هروئین در جنوب غربی کلمبیا را از میان بردارد. مأموریت جدید گروه جستجو دستگیری کارتل نورته دل وایه و دستگیری رهبر آن دیگو لئون مونتویا سانچز بود که در سال ۲۰۰۷ با موفقیت انجام شد.

## سومین جستجو بلوک
در سال ۲۰۰۷ دولت کلمبیا دوباره دستور ایجاد گروه جستجو جدید کرد که در برابر گروه شبه‌نظامی آگویلاس نگراس اقدام به انجام عملیات کند.